# Accessus
L'accessus és un terme utilitzat en els conclaves pontificis, destinats a elegir un successor a la Santa Seu a la mort del sobirà pontífex. L'accessus va ser utilitzat per primera vegada en el conclave de 1455.
Aquesta pràctica es va agafar del senat romà on, quan un senador va canviava d'opinió després de la votació, es desplaçava físicament fins a l'autor de la proposta
Als conclaves, quan els vots dels cardenals s'han comptat al final de la votació i cap dels cardenals ha obtingut la majoria dels dos terços dels vots emesos, aleshores els cardenals podran canviar el vot escrivint Accedo domino Cardinali, després el nom del candidat a favor de qui ara dona el seu vot (cosa que exclou el candidat que inicialment va rebre el seu vot). Si el cardenal no vol canviar el seu vot, el cardenal escriu " Nemini " ("ningú"). Si aquests vots addicionals a l'adhesió, que s'afegeixen als que ha rebut prèviament un candidat, representen els dos terços dels vots emesos, el candidat serà elegit. A falta d'aquesta majoria necessària, les paperetes es cremen i l'endemà es produeix una votació ordinària.

Les eleccions gràcies a l'accessus no van ser possible a partir de mitjan segle  XX, els butlletins de vot utilitzats per cada cardenal portaven fins aleshores una inscripció al revers. Quan un cardenal decidia utilitzar el seu dret d'accessus, els seus dos butlletins havien de « 
| « | ser comparats i identificats gràcies al text del darrere del butlletí, per tal d'impedir un vot doble cap al mateix candidat per un elector». | » |

Així, el vot per adhesió eliminava el secret de la primera votació.
La votació per accessus va ser prohibida pel Degà del Col·legi Cardenalici al conclave de 1903, abans que aquesta modalitat d'elecció fos abolida per la legislació de l'Església Catòlica Romana.